# Raseborgs sjukhus
Raseborgs sjukhus är beläget i Ekenäs, i Raseborgs stad, i det finländska landskapet Nyland. Sjukhuset hör till Västra Nylands välfärdsområde och har omkring 20 avdelningar och polikliniker. Tidigare hette det Västra Nylands sjukhus och tillhörde Helsingfors och Nylands sjukvårdsdistrikt.

## Tjänster
Förlossningsavdelningen vid det dåvarande Västra Nylands sjukhus var banbrytande inom sitt område. Den blev utsedd till Finlands första baby-friendly avdelning, med särskilt fokus på nyföddas välbefinnande. Avdelningen stängdes dock år 2010.
År 2024 beslutade styrelsen för Västra Nylands välfärdsområde att stänga sjukhusets dygnetruntjour och ersätta den med en akutmottagning öppen mellan klockan 8 och 20. Tidigare ansvarade HUS för jourverksamheten, med specialtillstånd från Social- och hälsovårdsministeriet för att bedriva dygnetruntjour. Från och med den 1 januari 2025 övergick ansvaret för jouren till Västra Nylands välfärdsområde.

## Avdelningar och polikliniker
Lista över avdelningar och polikliniker i Raseborgs sjukhus:
- Barnpolikliniken
- Diabetespolikliniken
- Dialysenheten
- Endoskopienheten
- Fysioterapi
- Gastroenterologiska polikliniken
- Geriatriska polikliniken
- Hudpolikliniken
- Ingreppspolikliniken
- Intermedicinska polikliniken
- Kardiologiska polikliniken
- Kirurgiska polikliniken
- Klinisk neurofysiologi
- Kvinnopolikliniken
- Lungpolikliniken
- Nefrologiska polikliniken
- Neurologiska polikliniken
- Näringsterapeut
- Ortopediska polikliniken
- Plastikkirurgiska polikliniken
- Reumatologiska polikliniken
- Specialmedicinska polikliniken och hemsjukhuset
- Specialsjukvårdens avdelning
- Traumapolikliniken
- Urologiska polikliniken
- Öron,- näs- och halspolikliniken

## Västra Nylands sjukhusmuseum
På bottenvåningen av Raseborgs sjukhus finns Västra Nylands sjukhusmuseum, som invigdes år 1993. Museet presenterar utvecklingen av sjukhusverksamheten i Ekenäs från början av 1900-talet fram till 2000-talet. Utställningen är tematiskt uppbyggd och speglar de olika avdelningarna på det tidigare Västra Nylands sjukhus, nuvarande Raseborgs sjukhus.
Besökare får en inblick i avdelningar såsom internmedicin, operationsverksamhet, laboratorium, näringscentral, akutmottagning, barnavdelning och den numera stängda förlossningsavdelningen. Utställningen levandegörs med skyltdockor som föreställer personal från olika tider i sjukhusets historia. Bland föremålen finns bland annat arbetskläder, möbler, köksutrustning samt ett omfattande urval av medicinsk utrustning och instrument.